# 미드웨이 게임스
미드웨이 게임스(Midway Games, Inc., 과거 명칭: Midway Manufacturing)는 없어진 미국의 비디오 게임 개발사이자 유통사이다. 〈모탈 컴뱃〉을 비롯한 〈미스 팩맨〉, 〈스파이 헌터〉, 〈트론〉, 〈램페이지〉, 〈NFL 블리츠〉, 그리고 〈NBA 잼〉 시리즈를 출시했다. 미드웨이는 또한 〈디펜터〉, 〈자우스트〉, 〈로보트론 2084〉, 〈건틀릿〉 시리즈, 그리고 〈러시〉 시리즈 등과 같이 윌리엄스 일렉트로닉과 아타리 게임스가 개발했던 게임들의 권리를 가지고 있다. 2000년대에 들어 실적 악화로 아케이드 게임을 철수하고 가정용 게임기의 서드 파티가 됐으나, 2009년 부도로 인해 워너 그룹에 인수됐다.